# Begli Benjenahalli, Kolar
Begli Benjenahalli là một làng thuộc tehsil Kolar, huyện Kolar, bang Karnataka, Ấn Độ.